# Система отбора воздуха
Система отбора воздуха (англ. bleed air system) — система отбора воздуха взятого от двигателя или вспомогательной силовой установки для снабжения пневматической энергией различных принадлежностей на самолёте. Воздух, отбираемый от двигателей, используется на различные нужды такие как обогрев поверхностей планера (горячий воздух на многих самолётах направляется в противообледенительную систему и проходит по трубам под обшивкой, обогревая её во избежание нарастания льда), создание нужного давления в кабине, кондиционирование воздуха в салоне (приток кислорода для дыхания).
Отбор воздуха производится от ступеней компрессора двигателей. Система отбора воздуха состоит из:
- Узла отбора воздуха от двигателя
- Регулятора давления, который обеспечивает требуемое давление на входе в систему охлаждения
- Теплообменного аппарата, обеспечивающего температуру на выходе из системы отбора не более 200 градусов Цельсия

Воздух из системы отбора подаётся в систему охлаждения через регулятор расхода. Сначала воздух охлаждается в предварительном теплообменнике до некоторой температуры, затем поступает в компрессор турбохолодильной установки. После компрессора воздух поступает в «петлю» отделения влаги перед турбиной, которая образована регенеративным теплообменником, для испарения конденсата, и конденсатором для конденсации влаги. Охлаждение воздуха в конденсаторе до необходимой температуры производится воздухом, выходящем из турбины. Водный конденсат отделяется во влагоотделителе и впрыскивается в магистраль продувки основного теплообменника и далее в атмосферу. От установок охлаждения левого и правого борта воздух поступает в единый коллектор холодного воздуха, а оттуда — в кабину.
В современном авиалайнере Boeing 787 система отбора воздуха отсутствует (заменена дополнительными электрогенераторами). Противообледенительная система работает на электричестве, а воздух подаётся в салон электрокомпрессорами непосредственно из внешней среды, что значительно облегчает самолёт.